# Mila Kupfer-Berger
Mila Kupfer-Berger (Viena, 6 de setembre de 1850 - Neuwaldegg, 12 de maig de 1905) fou una soprano dramàtica austríaca.
Brillant alumna del Conservatori de Viena, debutà a Linz el 1868 fent el rol de Margarida, en el Faust de Gounod, una verdadera creació, el que li valgué ser contractada com a primera tiple en el Teatre de l'Òpera de Berlín, passant més tard a Viena, on compartí els èxits amb la famosa Materna.
Dedicada a l'òpera italiana, fou una gran intèrpret del repertori meyerebià, cantant amb èxit ininterromputs en els principals teatres d'Itàlia, Espanya i l'Amèrica del Sud. El 1898 es retirà de l'escena dedicant-se a l'ensenyança a Viena.

## Repertori (selecció)
- Agathe El caçador furtiu
- Rezia Oberon
- Euryanthe von Savoyen Euryanthe
- Elsa Lohengrin
- Fricka L'anell del nibelung
- Elisabeth Tannhäuser
- Senta Der fliegende Holländer
- Susanne Les noces de Fígaro
- Valentine Les Huguenots
- Marie Tsar i fuster
- Aida Aida